# Nadia Nadim
Nadia Nadim (ur. 2 stycznia 1988 w Kabulu) – duńska futbolistka i lekarka pochodzenia afgańskiego, reprezentantka kraju, uczestniczka Mistrzostw Europy 2009, 2013, 2017 i 2025.